# Macrorrhyncha trilobata
Macrorrhyncha trilobata är en tvåvingeart som beskrevs av Uesugi 2005. Macrorrhyncha trilobata ingår i släktet Macrorrhyncha och familjen platthornsmyggor. Inga underarter finns listade i Catalogue of Life.